# Marvin Minsky
Marvin Lee Minsky (ur. 9 sierpnia 1927 w Nowym Jorku, zm. 24 stycznia 2016 w Bostonie) – amerykański naukowiec zajmujący się głównie naukami kognitywnymi, zwłaszcza sztuczną inteligencją (AI). Współzałożyciel laboratorium AI w Massachusetts Institute of Technology. Autor wielu tekstów i prac z zakresu sztucznej inteligencji oraz filozofii.
Był jednym z pionierów robotów bazujących na sztucznej inteligencji. Zbudował pierwszego „żółwia” LOGO. W 1951 roku zbudował pierwszą stochastyczną sieć neuronową (SNARC). Wynalazł i skonstruował współogniskowy mikroskop skaningowy. Był także konsultantem podczas kręcenia filmu 2001: Odyseja kosmiczna.
Minsky zaproponował w 1975 r. tzw. koncepcję ram, a więc jedną z pierwszych prób opisu oraz wyjaśnienia sposobu zapamiętywania zdarzeń przez ludzi. Wiele przedstawionych w tej koncepcji rozwiązań przejęła opracowana przez Rogera Schanka i Roberta Abelsona koncepcja skryptów poznawczych.

## Życiorys
Marvin Minsky uczęszczał do Fieldston School oraz Bronx High School of Science. Ukończył Phillips Academy w Andover. Obronił doktorat z matematyki w Princeton (1954).
Minsky razem z Seymourem Papertem w Perceptrons wykazali ograniczenia liniowej sieci neuronowej (tzn. o liniowej funkcji aktywacji). Wykazali, że jednowarstwowa sieć nadaje się jedynie do klasyfikacji wzorców separowalnych liniowo. Zwrócili uwagę na fakt, że dowolną wielowarstwową sieć neuronową można zredukować i zastąpić równoważną siecią jednowarstwową. Oznacza to, że nie jest możliwa klasyfikacja wzorców nieseparowanych liniowo przy pomocy sieci neuronowych z liniową funkcją aktywacji niezależnie od liczby warstw.
Uważa się, że twierdzenia zawarte we wspomnianej pracy w znacznym stopniu przyczyniły się do wyeliminowania, na jedną dekadę, sieci neuronowych jako przedmiotu badań naukowych. Rozwój tej dziedziny praktycznie zatrzymał się do czasu, gdy na początku lat 80. okazało się, że powyższym ograniczeniom nie podlega sieć o nieliniowej funkcji aktywacji.

## Edukacja i tytuły naukowe
- The Fieldston School, New York.
- Bronx High School of Science, New York
- Phillips Academy, Andover, Massachusetts
- United States Navy, 1944-45
- B.A. Mathematics Harvard University 1946-50
- Ph.D. Mathematics Princeton University 1951-54
- Junior Fellow, Harvard Society of Fellows, 1954-1957

## Nagrody
- Turing Award, Association for Computing Machinery, 1970 (Nagroda Turinga)
- Doubleday Lecturer, Smithsonian Institution, 1978
- Messenger Lecturer, Cornell University, 1979
- Dr. Honoris Causa, Free University of Brussels, 1986
- Dr. Honoris Causa, Pine Manor College, 1987
- Killian Award, MIT, 1989
- Japan Prize Laureate, 1990
- Research Excellence Award, IJCAI 1991
- Joseph Priestley Award, 1995
- Rank Prize, Royal Society of Medicine, 1995
- Computer Pioneer Award, IEEE Computer Society, 1995
- R.W. Wood Prize, Optical Society of America, 2001
- Benjamin Franklin Medal, Franklin Institute, 2001
- In Praise of Reason Award, World Skeptics Congress, 2002

## Twórczość

### Publikacje
- Steps Towards Artificial Intelligence, 1961 – próba podsumowania dotychczasowych osiągnięć AI
- Matter, Mind, and Models, 1963
- Computation: Finite and Infinite Machines, Prentice-Hall, 1967
- Semantic Information Processing, MIT Press, 1968.
- Perceptrons (razem z Seymour A. Papert), MIT Press, 1969 (wydanie rozszerzone w 1988)
- Artificial Intelligence (razem z Seymour Papert), Univ. of Oregon Press, 1972
- Communication with Alien Intelligence, 1985
- Robotics, Doubleday, 1986
- The Society of Mind, Simon and Schuster, 1987 (1. publikacja 1985). (wersja na CD – Voyager 1996)
- The Turing Option (razem w Harrym Harrisonem), Warner Books, New York, 1992 (science fiction thriller)
- The Emotion Machine, Simon and Schuster, 2006. ISBN 0-7432-7663-9.

### Patenty
- 1951 SNARC: First Neural Network Simulator
- 1955 Confocal Scanning Microscope: U.S.Patent 3013467
- 1963 First head-mounted graphical display
- 1963 Concept of Binary-Tree Robotic Manipulator
- 1967 Serpentine Hydraulic Robot Arm (Boston Museum of Science)
- 1970 The „Muse” Musical Variations Synthesizer (razem z E. Fredkin)
- 1972 First LOGO „turtle” device (razem z S. Papert)